# Біжи, хлопче, біжи (фільм, 2013)
Біжи, хлопче, біжи (нім. Lauf Junge lauf) — фільм режисера Пепе Данкварта, знятий за однойменним романом Урі Орлева на основі фактів життя Йорама Фрідмана, який восьмирічним хлопчиком втік з варшавського гетто.
Вперше фільм був представлений на кінофестивалі у Котбусі у 2013 році.

## Сюжет
Фільм розповідає про події під час Другої світової війни.
Хлопчику на ім'я Срулик вдається вибратися із варшавського гетто, де залишились його рідні.
За порадою батька, який загинув задля його порятунку,  з метою приховати своє єврейське походження, він бере собі ім'я Юрека та йде Польщею з єдиною метою уникнути німецького ув'язнення.
Він наймається робітником до заможних господарів та працює за їжу. Проте щойно виникає загроза, Юрек тікає та переховується.
Одного разу на роботі він роздробив руку, яку ампутують у місцевій лікарні. Але один з лікарів повідомляє нацистам про хлопчика-єврея і Юрек знов змушений тікати.
За отриманою порадою, він йде на схід, звідки повинні наступати радянські війська, відганяючи німців.
До їх приходу він працює помічником коваля у приязній йому польській родині. Але невдовзі після приходу радянських військ, його, за сімейними документами, розшукує та забирає представник єврейської громади для навчання та подальшої участі в розбудові єврейської держави.
Фільм завершується короткою оповіддю Фрідмана з оглядом на своє минуле та сучасність.

## Сприйняття
Фільм отримав в цілому позитивні відгуки. Зокрема видання «Bundeszentrale fur politische Bildung» акцентує увагу на виразності акторської гри, яка надає фільму емоційної достовірності.
За публікацією сайту «Jewish International Film Festival», фільм є «чудовою екранізацією роману Урі Орлева … з винятковою акторською грою та приголомшливою операторською роботою».

## Номінації
Фільм був висунутий до нагороди Німецькою кінопремією у трьох категоріях: «Найкраща операторська робота», «Найкращий постановочний дизайн», «Найкращий макіяж».